# Lobelia orientalis
Lobelia orientalis är en klockväxtart som beskrevs av Jerzy Rzedowski och Graciela Calderón. Lobelia orientalis ingår i släktet lobelior, och familjen klockväxter. Inga underarter finns listade i Catalogue of Life.